# Maria Paleologa
Maria Paleologa (Casale, 19 settembre 1508 – Casale, 15 settembre 1530) era la primogenita di Guglielmo IX del Monferrato e di Anna d'Alençon.

## Biografia
Già nel 1515 Guglielmo del Monferrato e Francesco II Gonzaga, marchese di Mantova, iniziarono a programmare il matrimonio tra i loro rispettivi figli, Maria e Federico, futuro erede del padre. La trattativa fu però sospesa in quanto era assente Isabella d'Este, madre del futuro sposo. Fu ripresa due anni dopo e le nozze vennero effettivamente celebrate il 15 aprile 1517 a Casale.

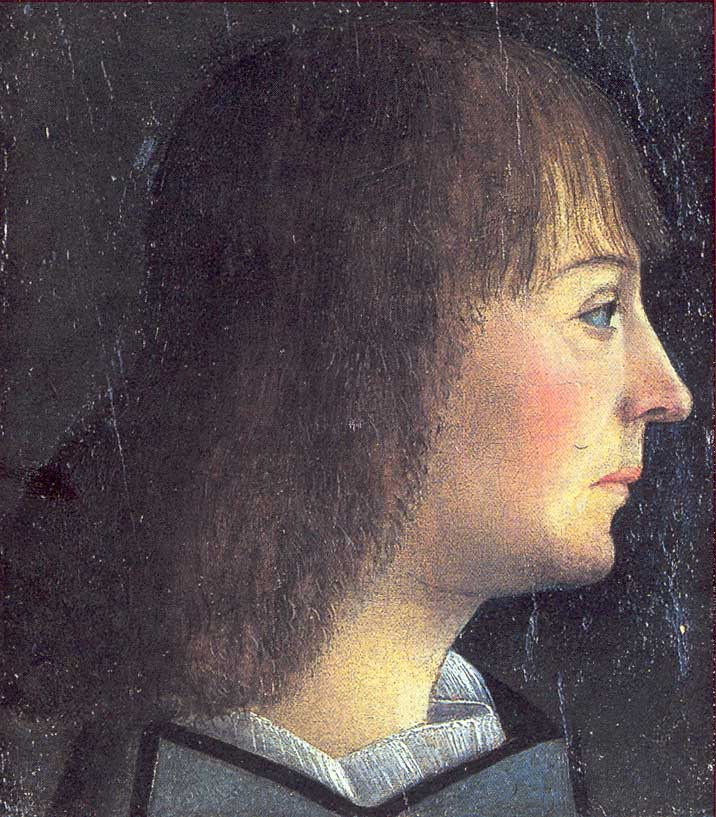
Ritratto di Guglielmo IX Paleologo, padre di Maria.

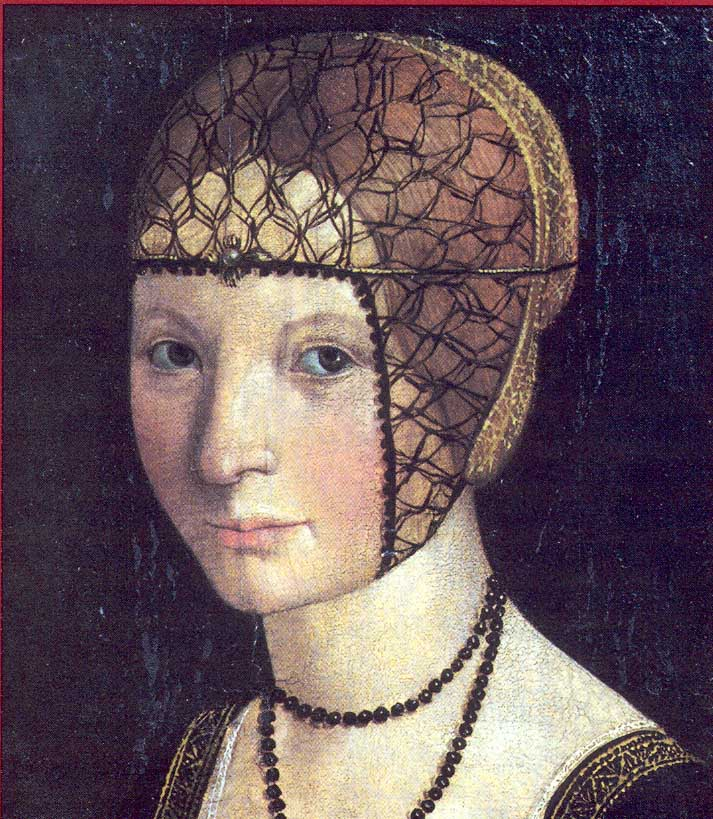
Macrino d'Alba, ritratto di Anna d'Alençon (santuario dell'Assunta, Sacro Monte di Crea), madre di Maria.

Avendo la sposa soltanto nove anni, fu deciso che il matrimonio sarebbe stato consumato non appena Maria avesse raggiunto i sedici anni. Nel frattempo ella sarebbe rimasta a Casale.
Il 4 ottobre 1518 suo padre Guglielmo morì, ed essendo l'erede Bonifacio ancora minorenne, la reggenza fu assunta dalla madre, Anna, la quale dovette affrontare le guerre tra Francia e Impero, con conseguente invasione dei territori del Monferrato da parte delle truppe. Pur di evitare razzie, Anna fu costretta a pagare ingenti somme di denaro ad entrambe le parti.

Durante questi anni di instabilità, Maria attendeva il giorno in cui avrebbe raggiunto il suo sposo secondo gli accordi del matrimonio. Nel frattempo, però, suo marito Federico si era infatuato di Isabella Boschetti, che gli aveva anche dato un figlio, Alessandro. Inoltre, gli interessi politici dei Gonzaga sul Monferrato erano cambiati. Benché Maria fosse la primogenita, erede del Monferrato era suo fratello Bonifacio, che era però cagionevole di salute; il che faceva supporre che Maria sarebbe diventata erede del Monferrato. Suo fratello però si rimise in salute.

Ritratto di Federico II, opera di Tiziano (Museo del Prado, Madrid)

Non essendo quindi ormai più utile un legame con Maria, Federico Gonzaga cercò di farsi annullare il matrimonio, tra l'altro mai consumato. L'annullamento arrivò da parte del Pontefice Clemente VII il 6 maggio 1529, convinto da Isabella d'Este, madre di Federico: la marchesa aveva infatti accusato la consuocera e la nuora di aver organizzato un complotto per uccidere l'amante di Federico.
Dopo l'annullamento, per entrambi i giovani si aprirono altre offerte matrimoniali. Francesco II Sforza si interessò a Maria, mentre l'imperatore Carlo V propose al Gonzaga sua nipote Giulia d'Aragona.
Il 6 giugno 1530, cadendo da cavallo, Bonifacio morì improvvisamente. Maria divenne così l'effettiva erede del Monferrato, ciò che destò di nuovo l'interesse di Federico, promesso sposo nel frattempo con Giulia d'Aragona. Chiedendo di nuovo aiuto al papa, questi ritenne di nuovo valido il primo matrimonio e sciolse i legami matrimoniali col secondo.
Maria però non riuscì a raggiungere il suo sposo Federico: morì infatti all'improvviso il 15 settembre 1530; il breve di papa Clemente VII fu licenziato dalla cancelleria cinque giorni dopo.
L'unione tra i Gonzaga e i Paleologi, alla fine, avvenne comunque: il 3 ottobre 1531 vennero celebrate le nozze tra Federico e Margherita Paleologa, che, ormai unica erede, fece acquisire ai Gonzaga il Monferrato.

## Ascendenza
|                              |                       |                          | Genitori                 |  |  | Nonni |  |  | Bisnonni                        |  |  | Trisnonni                 |  |
|                              |                       |                          |                          |  |  |       |  |  | Giovanni Giacomo del Monferrato |  |  | Teodoro II del Monferrato |  |
|                              |                       |                          |                          |  |  |       |  |  | Giovanni Giacomo del Monferrato |  |  | Teodoro II del Monferrato |  |
|                              |                       | Giovanna di Bar          |                          |  |  |       |  |  | Giovanni Giacomo del Monferrato |  |  |                           |  |
| Bonifacio III del Monferrato |                       |                          |                          |  |  |       |  |  | Giovanni Giacomo del Monferrato |  |  |                           |  |
|                              |                       | Giovanna di Savoia       | Amedeo VII di Savoia     |  |  |       |  |  |                                 |  |  |                           |  |
|                              |                       | Giovanna di Savoia       | Amedeo VII di Savoia     |  |  |       |  |  |                                 |  |  |                           |  |
|                              |                       | Giovanna di Savoia       | Bona di Berry            |  |  |       |  |  |                                 |  |  |                           |  |
| Guglielmo IX del Monferrato  |                       | Giovanna di Savoia       |                          |  |  |       |  |  |                                 |  |  |                           |  |
|                              |                       | Stefan III Branković     | Đurađ Branković          |  |  |       |  |  |                                 |  |  |                           |  |
|                              |                       | Stefan III Branković     | Đurađ Branković          |  |  |       |  |  |                                 |  |  |                           |  |
|                              |                       | Stefan III Branković     | Eirini Kantakuzina       |  |  |       |  |  |                                 |  |  |                           |  |
| Maria Branković              |                       | Stefan III Branković     |                          |  |  |       |  |  |                                 |  |  |                           |  |
|                              |                       | Angelina Arianit Komneni | Giorgio Arianiti         |  |  |       |  |  |                                 |  |  |                           |  |
|                              |                       | Angelina Arianit Komneni | Giorgio Arianiti         |  |  |       |  |  |                                 |  |  |                           |  |
|                              |                       | Angelina Arianit Komneni | …                        |  |  |       |  |  |                                 |  |  |                           |  |
| Maria Paleologa              |                       | Angelina Arianit Komneni |                          |  |  |       |  |  |                                 |  |  |                           |  |
|                              | Giovanni II d'Alençon | Giovanni I d'Alençon     |                          |  |  |       |  |  |                                 |  |  |                           |  |
|                              | Giovanni II d'Alençon | Giovanni I d'Alençon     |                          |  |  |       |  |  |                                 |  |  |                           |  |
|                              | Giovanni II d'Alençon | Maria di Bretagna        |                          |  |  |       |  |  |                                 |  |  |                           |  |
| Renato d'Alençon             | Giovanni II d'Alençon |                          |                          |  |  |       |  |  |                                 |  |  |                           |  |
|                              |                       | Maria d'Armagnac         | Giovanni IV d'Armagnac   |  |  |       |  |  |                                 |  |  |                           |  |
|                              |                       | Maria d'Armagnac         | Giovanni IV d'Armagnac   |  |  |       |  |  |                                 |  |  |                           |  |
|                              |                       | Maria d'Armagnac         | Isabella di Navarra      |  |  |       |  |  |                                 |  |  |                           |  |
| Anna d'Alençon               |                       | Maria d'Armagnac         |                          |  |  |       |  |  |                                 |  |  |                           |  |
|                              |                       | Federico II di Vaudémont | Federico II di Vaudémont |  |  |       |  |  |                                 |  |  |                           |  |
|                              |                       | Federico II di Vaudémont | Federico II di Vaudémont |  |  |       |  |  |                                 |  |  |                           |  |
|                              |                       | Federico II di Vaudémont | Maria d'Harcourt         |  |  |       |  |  |                                 |  |  |                           |  |
| Margherita di Lorena         |                       | Federico II di Vaudémont |                          |  |  |       |  |  |                                 |  |  |                           |  |
|                              |                       | Iolanda d'Angiò          | Renato d'Angiò           |  |  |       |  |  |                                 |  |  |                           |  |
|                              |                       | Iolanda d'Angiò          | Renato d'Angiò           |  |  |       |  |  |                                 |  |  |                           |  |
|                              |                       | Iolanda d'Angiò          | Isabella di Lorena       |  |  |       |  |  |                                 |  |  |                           |  |
|                              |                       | Iolanda d'Angiò          |                          |  |  |       |  |  |                                 |  |  |                           |  |